# Bear Creek (Alabama)
Bear Creek è un comune degli Stati Uniti d'America situato nella contea di Marion dello Stato dell'Alabama.